# Tele-X
Tele-X var den första tele- och datakommunikationssatelliten för de nordiska länderna. Den sköts upp den 2 april 1989 från Kourou i Franska Guyana med en Ariane 2-raket och fanns i banpositionen 5 grader öst där Sirius-satelliterna huserar. Den 18 januari 1998 togs Tele-X ur drift och placerades i omloppsbanan för uttjänta geostationära satelliter.
Satellitprojektet finansierades av Sverige, Norge och Finland, och driften sköttes av Nordiska Satellitaktiebolaget (NSAB) som ursprungligen hade svenska och norska staten som delägare. NSAB blev under 1990-talet helsvenskt och ett dotterbolag till det statliga Rymdbolaget. Satelliten styrdes från Rymdbolagets markstation på Esrange utanför Kiruna. Satellitens antennsystem utvecklades av Ericsson; skrov och telemetri-/telekommandosystem utvecklades av Saab Scania.
Satelliten sände svenska TV4 (som började sina sändningar över Tele-X den 15 september 1990) och Kanal 5, norska NRK och Filmnet. Dessutom sände satelliten radiokanalerna TT, The Voice Danmark, Sveriges Radio International, Rix FM, Mix Megapol och NRJ.
Tele-X togs ur drift den 16 januari 1998 efter att ha fungerat felfritt hela denna period. Orsaken till att den togs ur drift var att drivmedlet för att hålla den på rätt position i rymden var slut. Innan det var helt slut fördes Tele-X ut i en begravningsbana några hundra kilometer utanför den geostationära banan på 35 800 km höjd.

### Fotnoter
1. ↑  ”NASA Space Science Data Coordinated Archive” (på engelska). NASA. https://nssdc.gsfc.nasa.gov/nmc/spacecraft/display.action?id=1989-027A. Läst 7 april 2020.